# Municipio de Gypsum (condado de Saline)
El municipio de Gypsum (en inglés: Gypsum Township) es un municipio ubicado en el condado de Saline en el estado estadounidense de Kansas. En el año 2010 tenía una población de 181 habitantes y una densidad poblacional de 1,94 personas por km².

## Geografía
El municipio de Gypsum se encuentra ubicado en las coordenadas 38°39′41″N 97°25′24″O / 38.66139, -97.42333. Según la Oficina del Censo de los Estados Unidos, el municipio tiene una superficie total de 93.11 km², de la cual 93,1 km² corresponden a tierra firme y (0,01 %) 0,01 km² es agua.

## Demografía
Según el censo de 2010, había 181 personas residiendo en el municipio de Gypsum. La densidad de población era de 1,94 hab./km². De los 181 habitantes, el municipio de Gypsum estaba compuesto por el 96,69 % blancos, el 2,76 % eran afroamericanos y el 0,55 % eran de una mezcla de razas. Del total de la población el 6,08 % eran hispanos o latinos de cualquier raza.